# 迷宮ブラックカンパニー
『迷宮ブラックカンパニー』（めいきゅうブラックカンパニー）は、安村洋平による日本の漫画。マッグガーデンのウェブコミック配信サイト『MAGCOMI』にて2016年12月5日より連載開始。2018年4月5日からは、並行して同社の月刊誌『月刊コミックガーデン』にて同年5月号より連載が行われる。
転移した異世界のブラック企業に勤めることになった主人公が、安定したニート生活を手に入れるべく策謀を巡らせる姿を描いた作品であり、その内容から「社畜的ダンジョンファンタジー」と宣伝される。メディアミックスとして、2021年にテレビアニメが放送された。

## あらすじ
働きたくない一心で楽に収入を得るための努力を重ね、ネオニートとしての生活を謳歌しようとしていた二ノ宮キンジは、唐突に亜人が住まう異世界アムリアへと転移し、生き延びるために大企業「ライザッハ鉱業」の労働者として働くことを余儀なくされる。末端の人間を低賃金で長時間拘束し、過酷な労働に従事させるブラックな現場を何よりも嫌うキンジは、再びネオニート生活を得るため、迷宮の魔神リムや同じ班で働くワニベ、地下迷宮に潜む魔物の数々といった人材をメンバーに加えた「迷宮ブラックカンパニー」を裏で組織。表向きはライザッハ鉱業で従事しながら、地下迷宮探索による成り上がりを狙う。

## 登場人物
声の項はテレビアニメ版の声優。
二ノ宮キンジ（にのみや キンジ）
声 - 小西克幸
本作の主人公。労働を嫌い、あくせく働く労働者を見下すクズな性格。ライザッハ鉱業のブラック企業ぶりと上司の鬼畜ぶりに批判的な立場だが、いざ自分が人を使う側に回ると似たようなブラック労働をさせてしまうため本質的に近い所がある（ただし人情は残っておりベルザほど酷い事にはならない）。現実世界では安定したニートライフを送りたいという一心で小遣いを元手にスイングトレードや海外不動産投資で資産を増やし、都内にマンションを建設して不動産収入のみで生活できる仕組みを作り上げていた。
死ぬまで怠惰な生活を送ろうとした矢先にアムリアに転移し、言語や社会性の違いに翻弄される間に借金漬けにされ、ライザッハ鉱業が管理するデトモルト魔鉱遺跡で魔石を発掘する肉体労働に従事することとなる。ブラックな現場で社畜同然の生活を強いられることに限界を感じていた矢先、迷宮への隠し通路を発見したことを契機に、金を稼いでニートライフを取り戻すことを決意する。さらに迷宮アリを大量に駆逐することに成功してからは、ブラック企業同然のライザッハ鉱業を乗っ取ることを画策し、魔物たちを従えて「迷宮ブラックカンパニー」を組織して策謀を巡らす。アムリアの未来に召喚され、この世界が辿る道程と未来の人間側の状況を知るが、自分では何もせずただ救われる事だけを望む他人任せな連中と救済を強要してくるザゼルに失望する。ザゼルから魔王に会うことが日本への道に繋がると聞いたキンジは、魔王軍に居た未来の迷宮アリAと再会して彼が任されていた「ジェネラルアントファーム」を「迷宮ブラックカンパニー・ザ・フューチャー」として取り込み、効率よく魔王に会うため魔王側に付いた。
ハバキリ
声 - 白城なお
キンジが未来のアムリアから持ち帰った自我のある銃。
リム
声 - 久野美咲
デトモルト魔鉱遺跡に住んでいた魔神。巨大な怪物の姿だが、人サイズの少女に変身することができる。
食い意地が汚く、隠し通路を介して遺跡に潜降したキンジとワニベを食べようとするが、地上の美味い飯を提供する代わりに自分たちの解放および護衛を取り引きとして提示したキンジに興味を抱き、食料が出せなくなったらキンジを食べるという条件でキンジの下に身を寄せる。護衛時は魔神としての力を実力ないし漏れ出す威圧で遺憾なく発揮するが、一度に摂取する食事量が尋常でないことから、キンジの財政を圧迫する要因ともなっている。
ワニベ
声 - 下野紘
キンジと同じ班で働いていた爬虫類の亜人。キンジが初めて迷宮に潜る際、うだつが上がらず友人が少ないことから、利益に群がるような知人を必要以上に増やす心配がないと判断され、魔石発掘の協力者として仲間に引き込まれる。以降はキンジと行動を共にし、結果として彼の成り上がりに協力することとなる。田舎出身のため植物に関する知識が深く、迷宮ブラックカンパニーの事業が拡大するにつれて薬草類を用いた製品の開発を手掛けるようになる。
キノウ・シア
声 - 戸田めぐみ
ライザッハ鉱業の勇者である女性社員。元いた遺跡では負傷者185名と引き換えに迷宮の最深部を制圧したことから「勇者の再来」と呼ばれ、会社のために働くことを幸せと断じる姿勢から「究極の社畜」と称される。父親は世界各地の迷宮を攻略した後に機能不全に追い込み「最悪の冒険王」と呼ばれた冒険者であり、職にあぶれた者たちから母親と共に迫害された過去をもつ。そのため劣悪な境遇から救いの手を差し伸べたライザッハ鉱業に多大な恩義を感じており、死ぬまで働くことをモットーとする。
デトモルト支部に異動後、同じ課に配属されたキンジたちとパーティを組むことになる。会社のシステムにケチをつけ、あまつさえ魔物を従える彼をモンスターとみなすも、リムに敗北して拘束された間に魔物と一緒にいる写真を取られ、無理やり迷宮ブラックカンパニーに引き込まれる。
ランガ
声 - M・A・O
未来のアムリアに飛ばされたキンジが出会った魔法使いの少年。勇者に仕える巫女として育てられた男の娘であり、わざと周囲に女性と勘違いさせる言動を取る。
勇者として召喚されたキンジを気に入って行動を共にするようになる。陰鬱なマルシアの空気を嫌っている。
クルツ
声 - 田丸篤志
ライザッハ鉱業探索3課所属の男性冒険者。
ミルダ
声 - 桜木可奈子
クルツのパーティーメンバー。
エルマン
声 - 沢城千春
クルツのパーティーメンバー。
ガドイン
声 - 中島卓也
クルツのパーティーメンバー。
 ベルザ・シューバッハ
声 - 佐藤聡美
ライザッハ鉱業デトモルト支部の迷宮長を務める女性幹部。ライザッハ鉱業のブラックな一面を体現する人物で、企業の利益のために末端の者たちへ劣悪で過酷な労働を強いる鬼畜。洗脳教育機関の庭に自分の像を建てたり、未来では自由の女神像のような自分の巨大像を建立するなど自己顕示欲の強さが並ではない。迷宮で採掘をする現場労働者は使い捨て、洗脳教育を施した社員に自分の像を買わせる、勇者は魔神への生贄だと平気で宣うと、社員を交換の効く物程度にしか思っておらずロクな事をしない。300年後の世界が滅亡の危機に陥った原因の人物として未来で名を知られている。どれほど後かは不明だが彼女がライザッハのトップに立ったことが世界の終わりの始まりになったようで、最悪の上司から最悪の経営者へとクラスアップしていた模様。
ファウ・バーハラ
声 - 伊瀬茉莉也
クベーラ金融に勤める若い女性。異世界アムリアに来たばかりで無一文だった二ノ宮キンジに金を貸し、その返済の督促を行っている。
ゴブリン上司
声 - 高木渉
採掘部班長。
豚教官
声 - 山崎たくみ
社員研修の教官。
迷宮アリA / ジェネラルアント
声 - 松岡禎丞
デトモルト魔鉱遺跡に生息するモンスター。迷宮アリの群れの1匹。最初にキンジの話術に篭絡され、その後同じように篭絡された多数の労働アリ達と共に労働環境改善のクーデターを起こした。300年後の未来では魔物として成長し、魔王軍課長補佐代理ジェネラルアントへと昇格し魔王軍の一員として「ジェネラルアントファーム」で働いている。かつては出来なかった人語を流暢に話し、昔キンジに教わったホワイト企業の働き方を導入していたが、そこに競争が欠けていたためサボリが横行し職場は上手く回っていなかった。未来に現れたキンジを歓待し、相談に乗ってもらう。そうして「ジェネラルアントファーム」は「迷宮ブラックカンパニー・ザ・フューチャー」へと改名して職場の構造改革が断行され（ブラック気味に）、キンジを魔王軍課長補佐代理新規事業開発室室長へと就任させる。これが、救済を強要してくる人間側に付くより魔王側に付いた方が色々と待遇が良かったり、魔王に会うには魔王側に付いた方が効率が良いからと、キンジが人間側を見限る要因となった。
迷宮アリ女王
声 - 井上喜久子
デトモルト魔鉱遺跡に大規模な群れで生息するモンスター、迷宮アリを統率する女王。魔神リムが居なくなって迷宮内が手薄になったのを好機と、配下のアリを酷使して地上への進出を狙っていたが、キンジによって配下のほとんどを篭絡される。その後自らの手でキンジを潰して形勢逆転を図ろうとしたが、そこに現れたリムに恐怖し、さらにそのリムを手懐けているキンジに感嘆し群れ諸共彼の傘下に収まる事に。これにより勢力を一気に増したキンジは、迷宮ブラックカンパニーを組織しライザッハ工業乗っ取りを決意する。
ザゼル
声 - ふくまつ進紗
マルシアの街の長。救世主として未来に召喚されたキンジに銃を突きつけ世界の救済を強要した。
ケルベロス
声 - ボルケーノ太田
ジェネラルアントファーム社員。
ロウ・ガイン
声 - 町田政則
開墾事業取締役。
パワー・アッシュ
声 - 大原さやか
特殊制圧事業取締役。
ゼクス・ハラー
声 - 三木眞一郎
財官補助事業取締役。
魔王
声 - 富田美憂
魔王。
シンディ
声 - 井澤詩織
女商人
魔導師
声 - 福沙奈恵
竜殺しの英雄の相棒だったとされる魔導士。
アルス
声 - 柿原徹也
ベルザ親衛隊隊長
ラーバン
声 - 白熊寛嗣
ヒルヨルデ支部迷宮長
シュトー
声 - 家中宏
グリアーノ支部迷宮長
ゴウウン
声 - 黒田崇矢
コゲツ支部迷宮長
サリー
声 - 日笠陽子
特定脅威調査官
ジョハリ
声 - 藤井雄太
部長
アセッサー
声 - 奥村翔
株主総会進行役

## 用語
アムリア
本作の舞台となる異世界。人間のみならず亜人や魔物が生息する。魔石と呼ばれる鉱石のエネルギー利用によって近代化が進み、作中の時代はキンジが転移する前の現代社会と遜色のない文明が構築されている。
魔鉱遺跡（まこういせき）
かつてダンジョンと呼ばれた魔石採掘鉱山の通称。古くは富や名声を求める冒険者が財宝を求めて魔物に挑む場所だったが、魔石がエネルギー源として利用され始めると国家やその認可を受けた企業が管理するようになる。
魔物（まもの）
迷宮内部に棲息する生物。魔素によって生命を維持し、リムのような例外を除いて飲食は基本的に必要としない。知能を持つ魔物も存在し、キンジは交流や脅迫によって迷宮ブラックカンパニーの設立や事業展開に活かしている。
魔神（まじん）
迷宮の主とよばれる魔物。迷宮の中核を担う存在であり、周囲から魔素を摂取することによって迷宮を維持する。
ライザッハ鉱業（ライザッハこうぎょう）
キンジが働く巨大企業。魔石の流通・販売およびその研究開発、そして迷宮での採掘と探索を柱とする株式会社。業界最大手ながらも、末端の労働者を休みなく長時間働かせ、優秀な社員も社畜として奉公させるよう洗脳教育を施すなどブラック企業の一面をもつ。
探索部（たんさくぶ）
ライザッハの利益の7割超を稼ぎ出す部署。その名の通り迷宮での活動を主とし、かつての冒険者さながらに魔物を駆逐して迷宮を開拓する部署から、各種雑務を行う部署まで様々な役割の部署が存在する。
勇者（ゆうしゃ）
高い戦闘能力をもって会社に利益をもたらすエース社員。例外なく高い魔力量を有しているが、会社では迷宮維持のため魔神に捧げられる生贄として認識される。
迷宮ブラックカンパニー（めいきゅうブラックカンパニー）
ライザッハのブラック体質に心底絶望したキンジが、会社の乗っ取りを目標として起ち上げた組織。迷宮アリを始めとする魔物を構成員に加えている。

## 書誌情報
- 安村洋平 『迷宮ブラックカンパニー』 マッグガーデン〈ブレイドコミックス〉、既刊13巻（2025年5月10日現在）
  1. 2017年5月10日発売[7]、ISBN 978-4-8000-0683-7
  2. 2017年12月9日発売[8]、ISBN 978-4-8000-0736-0
  3. 2018年8月10日発売[9]、ISBN 978-4-8000-0791-9
  4. 2019年5月10日発売[10]、ISBN 978-4-8000-0855-8
  5. 2019年11月9日発売[11]、ISBN 978-4-8000-0910-4
  6. 2020年7月10日発売[12]、ISBN 978-4-8000-0992-0
  7. 2021年7月9日発売[13]、ISBN 978-4-8000-1110-7
  8. 2021年11月10日発売[14]、ISBN 978-4-8000-1144-2
  9. 2022年7月8日発売[15]、ISBN 978-4-8000-1229-6
  10. 2023年3月10日発売[16]、ISBN 978-4-8000-13071
  11. 2023年11月9日発売[17]、ISBN 978-4-8000-1389-7
  12. 2024年9月10日発売[18]、ISBN 978-4-8000-1493-1
  13. 2025年5月10日発売[19]、ISBN 978-4-8000-1594-5

## テレビアニメ
2021年7月から9月までTOKYO MXほかにて放送された。

### スタッフ
- 原作 - 安村洋平[5]
- 監督 - 湊未來[5]
- 助監督 - 伊部勇志[5]
- シリーズ構成 - 赤尾でこ[5]
- キャラクターデザイン・総作画監督 - 澤入祐樹[5]
- サブデザイン - 藤井ありさ、由佐万織[5]
- プロップデザイン - 青木慎平[5]
- 美術監督 - 込山明日香[5]
- 色彩設計 - 平間夏美[5]
- 撮影監督 - 佐藤敦[5]
- 3Dディレクター - 遠藤誠 [5]
- 編集 - 坪根健太郎[5]
- 音響監督 - 小泉紀介[5]
- 音響効果 - 武藤晶子[5]
- 音響制作 - 神南スタジオ[5]
- 音楽 - TAKU INOUE[5]
- 音楽制作 - TOY'S FACTORY[5]
- 音楽プロデューサー - 吹野史斉
- プロデューサー - 新井孝介、松田大洋、梅田和沙、有水宗治郎、金子逸人、平田秀夫、丸山創、長谷川嘉範、名嘉真彩
- アニメーションプロデューサー - 清水優人
- アニメーション制作 - SILVER LINK.[5]
- 製作 - ライザッハ鉱業デトモルト支部[5]

### 主題歌
「染み」
HOWL BE QUIETによるオープニングテーマ。作詞・作曲は竹縄航太、編曲は渡辺拓也&HOWL BE QUIET。
「ワールドイズマイン」
ハンブレッダーズによるエンディングテーマ。作詞はムツムロアキラ、作曲はハンブレッダーズ、編曲はハンブレッダーズとうき。
ED映像は7話から別バージョンに変更。

### 各話リスト
| 話数   | サブタイトル                                      | 脚本       | 絵コンテ         | 演出                | 作画監督 | 初放送日      |
| ------ | ------------------------------------------------- | ---------- | ---------------- | ------------------- | --- | ------------- |
| 第1話  | 社畜の世界へようこそ                              | 赤尾でこ   | 岩畑剛一         | 湊未來              | 古谷梨絵 寿夢龍 堀光明 | 2021年 7月9日 |
| 第2話  | アリえない戦い                                    | 赤尾でこ   | 斎藤瑞華         | 湊未來              | 仲敷沙織 亀田朋幸 久松沙紀 船越麻友美 古谷梨絵                                                                                                  | 7月16日       |
| 第3話  | 楽しい僕らの社員研修                              | 静原舞香   | 伊部勇志         | 伊部勇志            | 仲敷沙織 亀田朋幸 安藤香春 船越麻友美 寿夢龍 | 7月23日       |
| 第4話  | クレイジー・デスマーチ                            | 藤尾いなほ | 米田紘           | 伊部勇志            | 安藤香春 古谷梨絵 船越麻友美 原口渉 松田萌 山本恭平 直木祥子 澤入祐樹                                                                           | 7月30日       |
| 第5話  | Transfer                                          | 赤尾でこ   | 金澤洪充         | 西本光咲            | 安藤香春 亀田朋幸 西本光咲 | 8月6日        |
| 第6話  | There is strong shadow where there is much light. | 赤尾でこ   | ワタナベシンイチ | 平田政宗            | 澤入祐樹 竹澤清隆 古谷梨絵 山本恭平 小川みずえ 直木祥子 大平智也 明光 黄凤 杨国福 于慧海 杭新华 陈峰 陈洁琼                                     | 8月13日       |
| 第7話  | Return to Work                                    | 赤尾でこ   | 岩畑剛一         | 中津川孝広 今泉竜太 | 澤入祐樹 古谷梨絵 安藤香春 小川みずえ 中津川孝広 今泉竜太 川本和隆 柴﨑聖香 高梨友美 谷口繁則                                                   | 8月20日       |
| 第8話  | 狂気的な兵器                                      | 静原舞香   | 伊部勇志         | 伊部勇志            | 安藤香春 直木祥子 中津川孝広 船越麻友美 寿夢龍 山本恭平 王敏 周健 趙小川 姜智慧                                                                 | 8月27日       |
| 第9話  | 静かな砦                                          | 赤尾でこ   | 松尾慎           | 伊部勇志 大内大和   | 船越麻友美 古谷梨絵 鎌倉宏也 中津川孝広 王敏 周健 趙小川 姜智慧 劉冬冬 李偉峰 studio gram                                                       | 9月3日        |
| 第10話 | ニュー・ダンジョン・パラダイス                    | 静原舞香   | 芝久保           | 大内大和 湊未來     | 澤入祐樹 古谷梨絵 大槻南雄 日向寺郁晶 直木祥子 青木慎平 渡辺一平太 中川実 川本和隆 今泉竜太 tofu 清水椋大 王敏 周健 趙小川 姜智慧 劉冬冬 李偉峰 | 9月10日       |
| 第11話 | Crash EvolutiOn                                   | 赤尾でこ   | 芝久保           | 西本光咲            | 髙橋瑞紀 船越麻友美 中津川孝広 小川みずえ 安藤香春 山本恭平 西本光咲                                                                            | 9月17日       |
| 第12話 | GoOd Day,goodbye                                  | 赤尾でこ   | 湊未來           | 湊未來              | 平田和也 直木祥子 船越麻友美 古谷梨絵 鎌倉宏也 前原薫 本田創一 日向寺郁晶 松井京介 中津川孝広 髙橋瑞紀 瀬尾康博 趙青雲                          | 9月24日       |

### 放送局
| 放送期間                | 放送時間                     | 放送局         | 対象地域   | 備考                                            |
| ----------------------- | ---------------------------- | -------------- | ---------- | ----------------------------------------------- |
| 2021年7月9日 - 9月24日  | 金曜 22:30 - 23:00           | TOKYO MX       | 東京都     |                                                 |
| 2021年7月10日 - 9月25日 | 土曜 3:05 - 3:35（金曜深夜） | テレビ愛知     | 愛知県     |                                                 |
| 2021年7月11日 - 9月26日 | 日曜 2:30 - 3:00（土曜深夜） | 朝日放送テレビ | 近畿広域圏 | 『ANiMAZiNG2!!!』枠                             |
|                         | 日曜 22:00 - 22:30           | AT-X           | 日本全域   | CS放送 / 字幕放送 / リピート放送あり            |
| 2021年7月14日 - 9月29日 | 水曜 0:00 - 0:30（火曜深夜） | BS日テレ       | 日本全域   | 製作参加 / BS/BS4K放送 / 『アニメにむちゅ〜』枠 |

| 配信開始日        | 配信時間        | 配信サイト |
| ----------------- | --------------- | --- |
| 2021年7月9日      | 金曜 22:00 更新 | dアニメストア |
| 2021年7月16日以降 | 未定            | Amazon Prime Video J:COMオンデマンド U-NEXT アニメ放題 ひかりTV ABEMA Hulu バンダイチャンネル GYAO! FOD niconico Rakuten TV ビデオマーケット DMM.com HAPPY!動画 MOVIEFULL クランクイン!ビデオ |

### BD / DVD
| 巻 | 発売日         | 収録話         | 規格品番  | 規格品番   |
| 巻 | 発売日         | 収録話         | BD        | DVD        |
| -- | -------------- | -------------- | --------- | ---------- |
| 1  | 2021年9月29日  | 第1話 - 第4話  | KAXA-8211 | KABA-11091 |
| 2  | 2021年10月27日 | 第5話 - 第8話  | KAXA-8212 | KABA-11092 |
| 3  | 2021年11月26日 | 第9話 - 第12話 | KAXA-8213 | KABA-11093 |